# Grad Hompoš
Grad Hompoš (tudi Pohorski dvor; nemško Haus am Bacher) je grad v vasi Pivola blizu Maribora.
Že leta 1323 je Reinprecht Mariborski s privoljenjem kralja Friderika in njegovih bratov zapisal svojemu sinu Otonu polovico zgornjega dela gradu Hompoš, kjer je stal stolp, drugo polovico, ki je imela tudi svojo kapelo, pa je podaril svoji ženi Luciji in sinu Juriju. 
Leta 1348 so postali z zamenjavo gospostev lastniki Walseeji; ko pa so leta 1352 ti delili posest, je Hompoš dobil Friderik Ptujski. V njihovi lasti je grad ostal do srede 15. stoletja, ko so izumrli. Za njimi so Hompoš dedovali Stubenbergi, ki so si bili s Ptujskimi v sorodstvu. Ti so ga imeli do leta 1636, ko je umrl Franz Stubenberški, nato je grad leta 1645 prišel v roke ritmojstru Sigismundu Sulzburškemu. Za njim so tukaj gospodarile rodbine Walters, Conti, Haidt, Curti, Scalda-Sole, potlej graške dominikanke, na koncu 18. stoletja pa grofje Attemsi. Med letoma 1846 in 1877 je bil grad v lasti Alojza plemenitega Feyrerja, potlej pa sta grad kupila zakonca grof Anton de Nugent-Pallavicini y Centurioni. Ob ločitvi je dvor ostal v rokah grofa Antona, ki ga je prodal zadnji plemiški rodbini na tem gradu - Pacher von Theinburg, ki ga je imela do nacionalizacije. Po vojni je bil v gradu sanatorij za pljučne bolnike, potlej psihiatrična bolnišnica.
Danes je grad razsežna, razpotegnjena, delno podkletena dvonadstropna stavba. Jedro njegove zasnove je v južnem traktu, ki je še zidan iz kamna, medtem, ko sta vzhodni in zahodni trakt opečna. Južni trakt ima na zunanjščini kamnitne okenske okvire, na dvoriščni strani pa stebriščne arkade. Stavba je popolnoma modernizirana. 
Po letu 1945 je grad doživel še zadnje obsežnejše prezidave, ki so povsem zabrisale njegovo historično podobo. Leta 2008 je v njem dobila svoje prostore Fakulteta za kmetijstvo in biosistemske vede Univerze v Mariboru in Univerzitetni kmetijski center (Meranovo - Pohorski dvor) Okrog gradu je še delno ohranjen stari grajski park z najdaljšim drevoredom pri nas, ki je skupaj z gradom zaščiten kot kulturni spomenik lokalnega pomena.